# Xã Unadilla, Michigan
Xã Unadilla (tiếng Anh: Unadilla Township) là một xã thuộc quận Livingston, tiểu bang Michigan, Hoa Kỳ. Năm 2010, dân số của xã này là 3.366 người.